# Bernay-en-Champagne
 Bernay-en-Champagne  es una población y comuna francesa, situada en la región de Países del Loira, departamento de Sarthe, en el distrito de Mamers y cantón de Conlie.

## Demografía
| 518 | 458 | 432 | 391 | 393 | 384 |
| Para los censos de 1962 a 1999 la población legal corresponde a la población sin duplicidades (Fuente: INSEE [Consultar]) |     |     |     |     |     |